# Mamie Eisenhower
Mary Geneva Eisenhower (született: Doud; Boone, 1896. november 14. – Washington, 1979. november 1.) az Amerikai Egyesült Államok first ladyje 1953 és 1961 között, Dwight D. Eisenhower elnök feleségeként.
Iowában született, egy gazdag család gyermekeként nőtt fel Coloradóban. 1916-ban házasodott össze Dwight D. Eisenhowerrel, aki akkor hadnagy volt az Egyesült Államok Hadseregében. Főként a ház körül tevékenykedett, segített más katonatiszteket is, miközben férjével Panamában, a Fülöp-szigeteken és Franciaországban is éltek, 37 év alatt 33 otthonban. Kapcsolatukat nehezítette, hogy Dwight nem volt sokat otthon és első fiuk három éves korában meghalt. A második világháború idején lett ismert, a tábornok feleségeként.
First ladyként szinte teljesen ő irányította, hogy mire költ a Fehér Ház és ő szervezte különböző eseményeit. Fontos szerepet játszott a személyzet irányításában, családjának tekintette őket és hivatali ideje alatt egyértelmű lett takarékossága. Több államfővel is találkozott az ott töltött nyolc év alatt, de ennek ellenére minimálisan volt érdekelt a politikában. Ménière-kórban szenvedett, aminek következtében egyensúlya gyakran nem volt megfelelő, így az kezdett róla terjedni, hogy alkoholista. First ladyként töltött évei alatt népszerű volt és divatikonnak nevezték a rózsaszín gyakori használata és hajstílusa miatt. Mamie és Dwight Eisenhower 52 évig volt házas, a férfi 1969-es haláláig, amit követően Mamie miatt döntött úgy az ország törvényhozása, hogy titkosszolgálati védelmet fognak adni minden first ladynek életük végéig. Ezt követően Belgiumba költözött, ahol fia nagykövetként dolgozott. Mamie utolsó éveit családja farmján töltötte, a pennsylvaniai Gettysburgben. 1979. szeptember 25-én sztrókot szenvedett, amit követően élete utolsó hónapját november 1-i haláláig ugyanabban a kórházban töltötte, ahol férje egy évtizeddel korábban életét vesztette.